# فاطمة آي
فاطمة آي (بالتركية: Fatma Ay)‏ مواليد 1 مايو 1992 في أفيون قره حصار، تركيا، هي لاعبة كرة يد تركية تلعب كحارس مرمى.

## الإنجازات
الدوري التركي لكرة اليد للسيدات
- الفوز (3)
- الوصافة (1): 2014–15
- المركز الثالث (1): 2010–11.

## روابط خارجية
- فاطمة آي على موقع الاتحاد الأوروبي لكرة اليد (الإنجليزية)